# Perymenium jalapanum
Perymenium jalapanum là một loài thực vật có hoa trong họ Cúc. Loài này được Standl. & Steyerm. miêu tả khoa học đầu tiên năm 1944.